# 大野浩 (文学者)
大野 浩（おおの ひろし、1935年 - ）は、日本の英語学者。東邦大学教授。早稲田大学、桜美林大学講師。早稲田大学大学院文学研究科修士課程修了。

## 著作
- （共編） 『医療の英語』 （鳳書房、1990年）
- （J.D.ウィンチェスター） 『日米文化摩擦解消のための英会話笑スキット 90』 （聖文社、1991年） ISBN 479220142X /（新装版、2005年） ISBN 4792201527
- 『前へ: 二兎でも三兎でも追え』 （近代文芸社、2002年） ISBN 4773369337

### 大学受験参考書
- （小島義朗） 『国公立・私立大の英文法・作文・語彙』 （聖文社、1982年 - 昭和58年用） （聖文社、1983年 - 昭和59年用）
- 『客観問題に強くなる英語演習10日間』 （聖文社、1983年）
- （編集） 『英単・英熟語: すらすら整理 例文つきで覚えやすい』 （聖文社、1984年）

### TOEIC対策
- （監修） 『本試験型 TOEIC 英語能力認定試験問題集』 （成美堂出版、1994年） ISBN 441508057X

### 英検対策
- （監修） 『英語検定 準 1 級試験問題集: 本試験型』 （成美堂出版）（1996年） ISBN 4415084338 / （1997年） ISBN 4415085660、CD 付 ISBN 4415085911 /（2001年）ISBN 4415016510
- （監修） 『英語検定 2 級試験問題集: 本試験型』 （成美堂出版）（1997年） ISBN 4415085652、CD 付 ISBN 4415085903 /（2001年）ISBN 4415016529
- （監修） 『直前対策 英検 2 級問題集』 （成美堂出版、1998年） ISBN 4415006736
- （監修） 『直前対策 英検 3 級問題集』 （成美堂出版、1998年） ISBN 4415006442

など